# بيلي هاول
بيلي هاول (بالإنجليزية: Bailey Howell) مواليد 20 يناير 1937 في ميدلتون، هو لاعب كرة سلة أمريكي سابق. بدأ مسيرته الاحترافية في سنة 1959. تم اختياره من قبل فريق ديترويت بيستونز خلال الدرافت. يبلغ طوله 6 قدم 7 بوصة (2.0 م). اعتزل اللعب في 1971. فاز بلقب دوري إن بي إيه. شارك 6 مرات في مباراة كل النجوم. دخل قاعة نايسميث التذكارية لمشاهير كرة السلة.

## المسيرة الاحترافية
لعب مع ديترويت بيستونز من سنة 1959 إلى 1964، ثم لعب مع واشنطن ويزاردز من سنة 1964 إلى 1966، ثم لعب مع بوسطن سيلتكس من سنة 1966 إلى 1970، ثم لعب مع فيلادلفيا سفنتي سيكسرز في موسم 1970–1971.

## روابط خارجية
- بيلي هاول على موقع إن بي أي (الإنجليزية)
- بيلي هاول على موقع سبورتس رفرنس (الإنجليزية)
- بيلي هاول على موقع كلية كرة السلة في سبورتس رفرنس.كوم (الإنجليزية)
- بيلي هاول على موقع ريلجم (الإنجليزية)
- بيلي هاول على موقع بروبوليرز (الإنجليزية)
- بيلي هاول على موقع قاعة المشاهير الجامعة الوطنية لكرة السلة (الإنجليزية)
- بيلي هاول على موقع قاعة ميسيسيبي للمشاهير الرياضية (الإنجليزية)
- بيلي هاول على موقع قاعة تينيسي للمشاهير الرياضية (الإنجليزية)